# ایان جونز
ایان جونز (انگلیسی: Ian Jones؛ زادهٔ ۲۲ سپتامبر ۱۹۳۱) نویسنده، فیلم‌نامه‌نویس تلویزیونی، کارگردان تلویزیونی، و تاریخ‌نگار اهل استرالیا است که به‌ویژه دربارهٔ زندگی‌نامهٔ یاغی مشهور استرالیایی «ند کلی» تخصص دارد.
از فیلم‌ها یا مجموعه‌های تلویزیونی که وی در آن‌ها نقش داشته است می‌توان به در برابر باد اشاره نمود.